# Пиблс, Джим
Джим Пиблс (англ. Jim Peebles, полное имя — Филлип Джеймс Эдвин Пиблс [англ. Phillip James Edwin Peebles]; род. 25 апреля 1935, Сен-Бонифас, Виннипег, Канада) — канадско-американский физик, работающий в области теоретической космологии. Почётный научный профессор имени Альберта Эйнштейна (англ. Albert Einstein Professor of Science Emeritus) Принстонского университета. Лауреат Нобелевской премии по физике (2019, совместно с Дидье Кело и Мишелем Майором).

## Биография
Родился 25 апреля 1935 года в Сен-Бонифасе — франкоязычном городе, который в 1971 году стал пригородом Виннипега; вырос в Сен-Витале. Его отец работал клерком на зерновой бирже в Виннипеге, мать была домохозяйкой.
Окончил Университет Манитобы. С 1958 года живёт в США. Получил диплом доктора философии по астрономии в Принстонском университете. Позднее получил там же должность профессора. Ныне — почётный профессор имени Альберта Эйнштейна (англ. Albert Einstein Professor of Science Emeritus) там же.

## Членство в академиях
- Американское физическое общество (1964)
- Американская академия искусств и наук (1977)
- Лондонское королевское общество (1982)[5]
- Канадское королевское общество (1987)
- Национальная академия наук США (Foreign Associate; 1988)[6][7]
- Американское философское общество (2004)
- Американское астрономическое общество
- Американская ассоциация содействия развитию науки

## Награды
- 1981 — Медаль Эддингтона, Королевское астрономическое общество
- 1982 — Премия Дэнни Хайнемана в области астрофизики, Американское астрономическое общество
- 1992 — Премия Генри Норриса Рассела, Американское астрономическое общество
- 1995 — Медаль Кэтрин Брюс, Тихоокеанское астрономическое общество
- 1997 — Медаль Оскара Клейна
- 1997 — Лекция Карла Янского
- 1998 — Золотая медаль Королевского астрономического общества
- 2000 — Премия Грубера в области космологии
- 2003 — Премия Томалла, Женевский университет
- 2004 — Премия Шао по астрономии
- 2005 — Премия Крафорда
- 2013 — Медаль Дирака
- 2019 — Нобелевская премия по физике

## Названы в его честь
- Астероид 18242 Peebles

### Статьи
- R. H. Dicke, P. J. E. Peebles, P. G. Roll, & D. T. Wilkinson: Cosmic Black-Body Radiation. Astrophys. J. 142, 414 (1965).
- P. J. E. Peebles: Primordial Helium Abundance and the Primordial Fireball. I: Phys. Rev. Lett. 16, 410 (1966).
- P. J. E. Peebles: Primordial Helium Abundance and the Primordial Fireball. II. Astrophys. J. 146, 542 (1966).
- P. J. E. Peebles & R. H. Dicke: Origin of the Globular Star Clusters. Astrophys. J. 154, 891 (1968).
- P. J. E. Peebles: Origin of the Angular Momentum of Galaxies. Astrophys. J. 155, 393 (1969).
- P. J. E. Peebles & J. T. Yu: Primeval adiabatic perturbation in an expanding universe. Astrophys. J. 162, 815 (1970).
- J. P. Ostriker and P. J. E. Peebles: A Numerical Study of the Stability of Flattened Galaxies: or, can Cold Galaxies Survive?. Astrophys. J. 186, 467 (1973).
- E. J. Groth and P. J. E. Peebles: Statistical Analysis Of Catalogs Of Extragalactic Objects. 7. Two And Three Point Correlation Functions For The High-Resolution Shane-Wirtanen Catalog Of Galaxies. Astrophys. J. 217, 385 (1977).
- P. J. E. Peebles: Large-scale background temperature and mass fluctuations due to scale-invariant primeval perturbations. Astrophys. J. 263, L1 (1982).
- M. Davis & P. J. E. Peebles: A survey of galaxy redshifts. V — The two-point position and velocity correlations". Astrophys. J. 267, 465 (1983).
- B. Rhatra and P. J. E. Peebles: Cosmological consequences of a rolling homogeneous scalar field. Phys. Rev. D 37, 3406 (1988).
- B. Rhatra & P. J. E. Peebles: Cosmology with a time-variable cosmological ‘constant’. Astrophys. J. 325, L17 (1988).
- Пиблс П. Дж. Э., Силк Дж., Космическая книга Архивная копия от 8 октября 2019 на Wayback Machine, УФН 160 (2) 323—335 (1990) (рус.)
- M. Fukugita, C. J. Hogan, & P. J. E. Peebles: The cosmic baryon budget. Astrophys. J. 503, 518 (1998) arXiv:astro-ph/9712020.
- B. Rhatra & P. J. E. Peebles: The cosmological constant and dark energy. Rev. Mod. Phys. 75, 559 (2003) arXiv:astro-ph/0207347.
- P. J. E. Peebles: Cosmological tests, Oskar Klein Memorial Lectures, 2001, arXiv:astro-ph/0102327.